# Potez

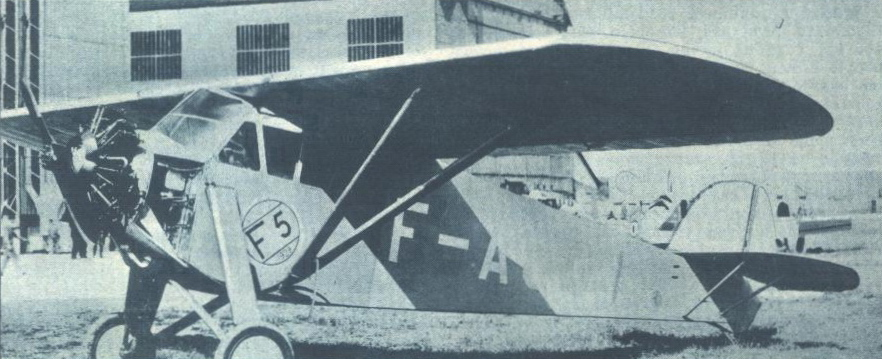
Серійний літак Potez 36

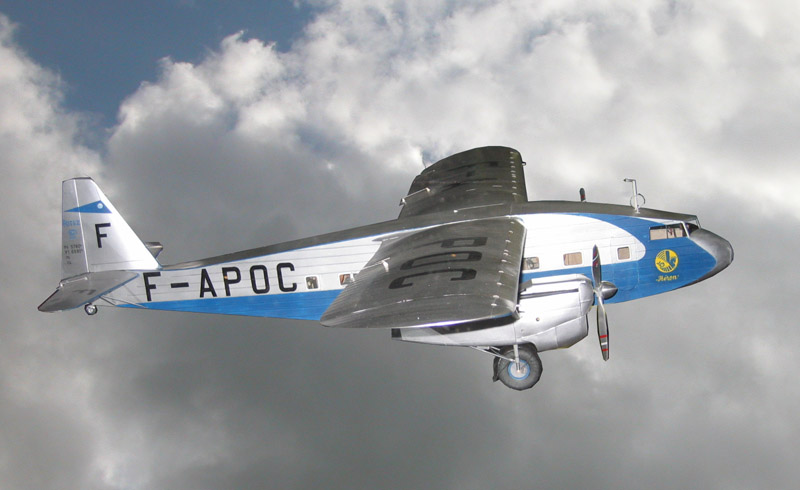
Серійний літак Potez 62

Поте́ (фр. Potez) — французька авіабудівна компанія, заснована Анрі Поте 1919 року під назвою «Aéroplanes Henry Potez» в Обервільє.

## Історія
З часом компанія побудувала новий завод для виробництва літаків площею 25 000 м² в комуні Меольт неподалік від містечка Альбер в департаменті Сомма. 1923 року Поте придбала завод з виробництва моторів Алессандро Анцані, який став виробляти мотори для літаків Поте.
Компанія почала свою діяльність з будівництва літаків SEA IV, пізніше почала випускати сучаснішу модель Potez VII. Під час міжвоєнного періоду компанія випустила багато цивільних літаків, а також серію військових біпланів для допоміжних цілей, які так само випускалися за ліцензією в Польщі. 1933 року компанія купила виробника гідропланів CAMS.
1936 року французька авіаційна промисловість була націоналізована. Заводи компанії в Сартрувілі та Меолті були передані SNCAN, а завод в Бер-л'Етані перейшов у власність SNCASE.
Після другий світової війни, компанія була відновлена під назвою «Société des Avions et Moteurs Henry Potez», але вона вже не здобула колишньої популярності, якою користувалася до націоналізації.
1958 року компанія придбала фірму Fouga та відкрила відділення Potez «Air-Fouga». Але коли останній проєкт компанії Potez 840 не привабив достатньої кількості клієнтів, компанія була змушена закритися. 1967 року активи, що залишилися, були придбані компанією Sud-Aviation.

## Літаки
- SEA IV, серійний
- SEA IV-PM, прототип
- Potez VII, серійний
- Potez VIII, серійний
- Potez IX, серійний
- Potez X, прототип
- Potez XI CAp 2, прототип
- Potez XII, прототип
- Potez XIV, projet
- Potez XV, série
- Potez XVI, прототип
- Potez HO 2, прототип
- Potez 17 поштовий, серійний
- Potez XVIII, колишній X B, прототип
- Potez XIX Bn 2, колишній X C, прототип
- Potez XX, проєкт
- Potez XXI, проєкт
- Potez XXII, прототип
- Potez 23, прототип
- Potez 24 A2, прототип
- Potez 25, серійний
- Potez 26 C1, прототип
- Potez 27 (XXVII), серійний
- Potez 28, прототип
- Potez 29, серійний
- Potez 30, проєкт
- Potez 31, прототип
- Potez 32, серійний
- Potez 33, серійний
- Potez 34, прототип
- Potez 35, прототип
- Potez 36, серійний
- Potez 37, прототип
- Potez 38, прототип
- Potez 39, серійний
- Potez 40, 400, 401, 402 та 403, прототип
- Potez 41, 410 BN5, прототип
- Potez 42, прототип
- Potez 43, серійний
- Potez 44, проєкт
- Potez 45, 450, Potez 452 та 453, серійний
- Potez 46, проєкт
- Potez 47, проєкт
- Potez 48, проєкт
- Potez 49, прототип
- Potez 50, прототип
- Potez 51, прототип
- Potez 52, проєкт
- Potez 53, 532 та 533, прототип,
- Potez 540 та Potez 540 M4, серійний
- Potez 56, серійний
- Potez 57, проєкт
- Potez 58, серійний
- Potez 59, проєкт
- Potez 60, серійний
- Potez 61, проєкт
- Potez 62, серійний
- Potez 63 [Архівовано 15 вересня 2015 у Wayback Machine.]
- Potez 630 та Potez 633, серійний
- Potez 64, проєкт
- Potez 65, серійний
- Potez 66, 661 та 662, прототип
- Potez 67, 670, 671 та 672, прототип
- Potez 68, проєкт
- Potez 70, 70 BA2, 702 B3, 702 Be3, 703 A3 та 705 B3, прототип
- Potez 75, прототип
- Potez 84, Potez 840, 841 та 842, серійний
- Potez 90, прототип
- Potez 91, прототип
- Potez 92, проєкт
- Potez 94, прототип
- Potez 161 [Архівовано 4 грудня 2014 у Wayback Machine.]
- Potez 170 Cams, прототип
- Potez 180 Cams, прототип
- Potez 220, прототип
- Potez 230, прототип

## Двигуни
- Potez 4D
- Potez 4E
- Potez 6D
- Potez 8D
- Potez 12D
- Potez 9B